# 高等学校等就学支援金の支給に関する法律
高等学校等就学支援金の支給に関する法律（こうとうがっこうとう しゅうがくしえんきんの しきゅうにかんするほうりつ、平成22年3月31日法律第18号）は、高等学校などの教育における学費を軽減することで高等学校への学習機会の均等に寄与することに関する日本の法律である。2014年（平成26年）4月1日に施行された現改正法以前は「公立高等学校に係る授業料の不徴収及び高等学校等就学支援金の支給に関する法律」であった。

## 概要
公立高等学校に係る授業料の不徴収及び高等学校等就学支援金の支給に関する法律の骨子は以下の2点であった。
- 公立の高等学校における授業料は徴収しない（3条）。
- 私立の高等学校における授業料は公立の高等学校の授業料と同等の金額を支援金として補助する（4条）。

特別支援学校高等課程や中等教育学校後期課程などの高校に相当する課程や、高等専門学校の第一学年から第三学年についても同様である。
平成25年法律第90号による改正後の高等学校等就学支援金の支給に関する法律では、公立、私立ともに就学支援金とされ、かつ、所得制限が導入された。所得制限の具体的基準は施行令第2条2項により、市町村民税所得割額・道府県民税所得割額」の合算額が5004.1042円、つまり年収1億6万円程度以上の世帯は、対象外となった。このため、無償化措置になった。

## 高校就学支援金の支給方法
国が高等学校等就学支援金「以下、就学支援金」を支給する際に学生またはその親に支給されるのではなく、受給権者が通学している学校に申請書を提出することで国が学校へ直接支払う形をとっている（8条）。これは就学支援金が授業料の一部として確実に使われるようにするためである。

### 機会均等
本法律は高等学校で学習する機会の均等化を図ることが目的（1条）であるため、年齢制限こそないが、一度卒業した人間が、高校に再入学をしたり、留年などをした結果在籍期間が通算して4年目（37か月目以降）に入った生徒に対して就学支援金は支給されない（4条）。ただし自治体によっては、留年の理由次第で、地方費負担で4年目以降も支援金支給の対象とする場合もある（各自治体の条例に基づく）。
なお、定時制など修業年限が4年ある課程は1か月を{\displaystyle {\tfrac {3}{4}}}月として計算しているため、就学支援金は4年間支給され続ける（法律施行令2条2項）。